# Kasteel De Cannenburch

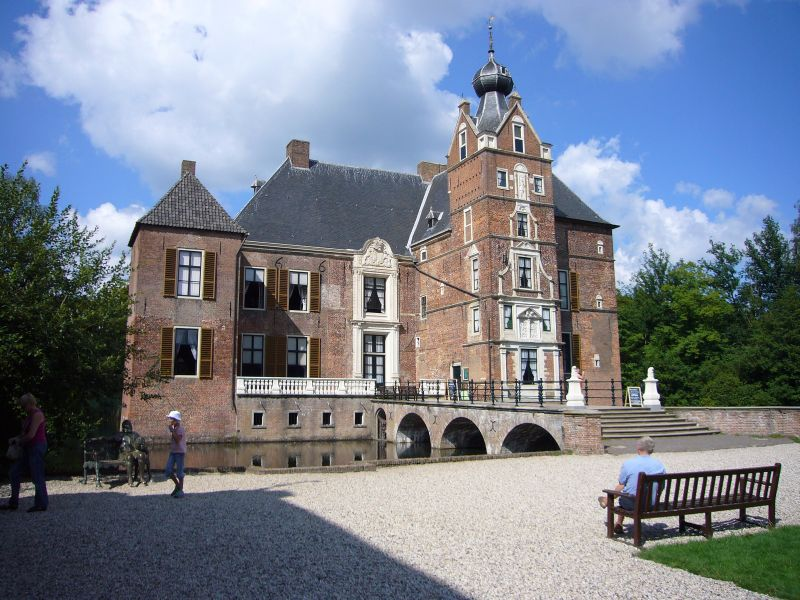
De Cannenburch

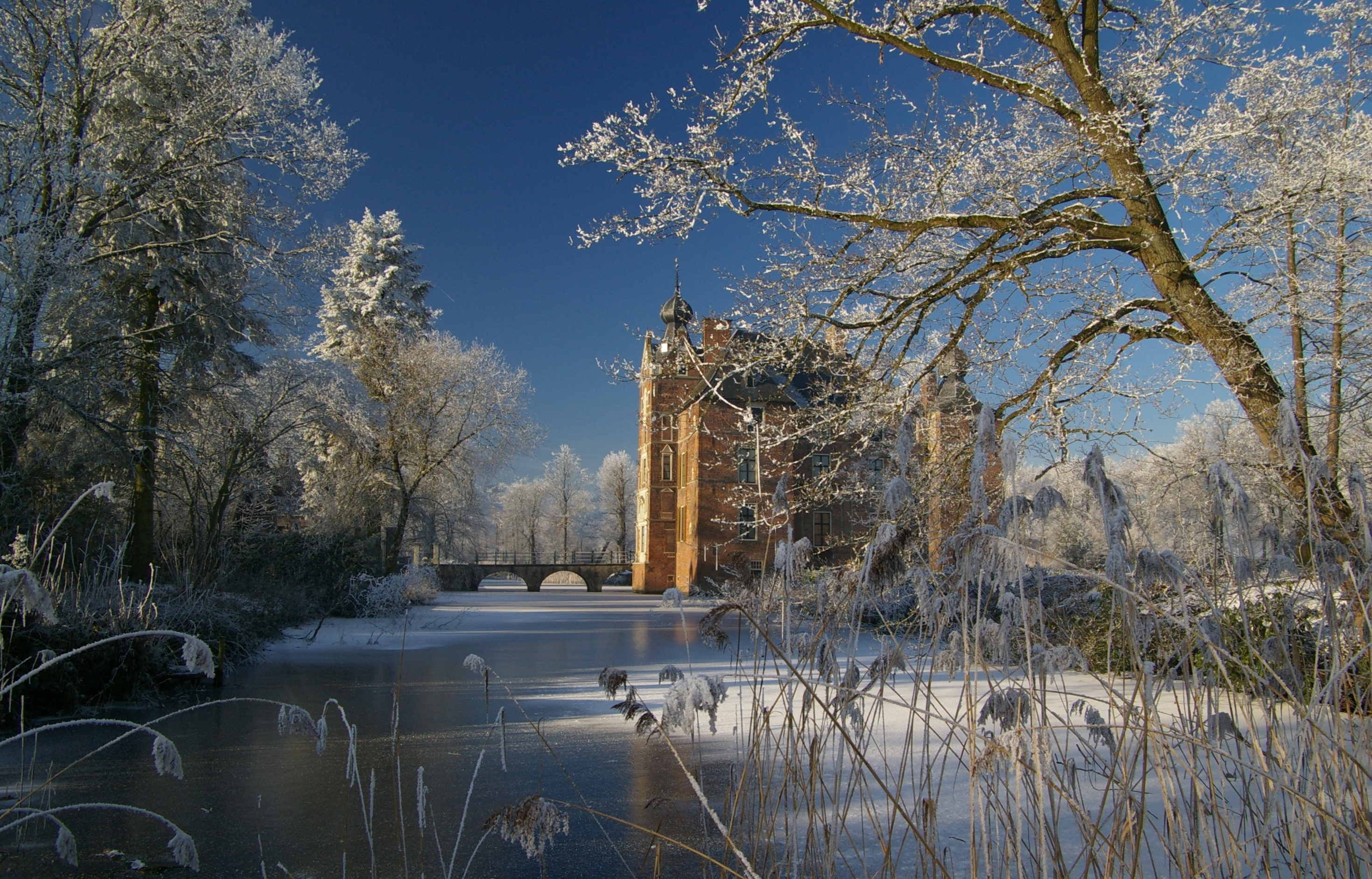
De Cannenburch in de winter

Kasteel De Cannenburch (of Cannenburgh) is een 16e-eeuws waterkasteel in Vaassen in de Nederlandse provincie Gelderland.

## Geschiedenis
Het kasteel is gebouwd op de restanten van een eerder kasteel, waarvan de vroegste vermelding uit 1365 stamt. Sporen van dit vroegere versterkte huis zijn nog te zien in de kelder van het huidige kasteel. In 1543 werd De Cannenburch het bezit van maarschalk Maarten van Rossum. Hij liet de ruïne tot een statig slot herbouwen, waarbij hij de Renaissancestijl in Gelderland introduceerde. Hij overleed echter in 1555, voor het kasteel klaar was. Zijn opvolger, Hendrik van Isendoorn, voltooide het bouwwerk.
Nadat op 5 juni 1881 Charlotte Theodora Maria Alexandrina barones van Oldeneel tot Oldenzeel was overleden, zij was de weduwe van Fredericus Carolus Theodorus van Isendoorn à Blois (Vaassen, 23 augustus 1784 - De Cannenburch, 9 december 1865), de laatste telg van het geslacht D'Isendoorn à Blois, werd de gehele inboedel door de erfgenamen naar elders overgebracht. Haar bezittingen werden verdeeld onder de familieleden. Het kasteel dreigde te worden afgebroken, maar kon verkocht worden aan Eduard baron van Lynden. De laatste particuliere eigenaar was Duitse schilder Richard Cleve. Na de oorlog werd het kasteel in beslag genomen door de Nederlandse Staat, waarna het in 1951 voor een symbolisch bedrag werd verkocht aan de Stichting Vrienden der Geldersche Kasteelen. Tussen 1975 en 1981 werd het kasteel gerestaureerd en, met behulp van diverse schenkingen, opnieuw ingericht. In 2006 kon de stichting op een veiling in Brussel een groot deel van de inboedel terugkopen. Het ging hierbij om zilverwerk, paardendekens, meubelstukken en een familievaandel uit 1759.

## Cannenburgh of Cannenburch
De naam van het kasteel komt voor als Cannenburgh en als Cannenburch. Over de juiste schrijfwijze zijn de meningen verdeeld. Zo schrijft de Stichting Vrienden der Gelderse Kasteelen op haar website de naam met "ch". Op oude plattegronden (zie hieronder) wordt de naam met "gh" op het eind geschreven. Ook Vaassen houdt deze schrijfwijze aan.

## Trivia
- Frans Nieuwenhuis schreef een nummer over het kasteel, getiteld Cannenburgher klöksien, dit lied wordt in de volksmond ook wel "Het Vaassens Volkslied" genoemd.
- Het symbolische bedrag waarvoor de stichting het kasteel overnam was 1 gulden, men was dan wel verplicht om het kasteel te restaureren.
- Wanneer men vanaf Vaassen bij de achterkant van het Cannenburgher Bos de Cannenburgherweg opgaat, en deze helemaal tot het einde in het kroondomein volgt, komt men uit bij een oude leemkuil, het Cannenburgher gat. Hier zouden de stenen voor de bouw van De Cannenburch gestoken zijn uit het leem. Deze leemkuil ziet er uit als een klein meertje.
- Toen Humberto Tan succesvol 'ontsnapte' in de serie Het Jachtseizoen, was Kasteel De Cannenburch uiteindelijk zijn eindpunt.